# Pietro Algeri
Pietro Algeri (Torre de' Roveri, 2 de octubre de 1950) es un deportista italiano que compitió en ciclismo en las modalidades de pista, especialista en las pruebas de persecución por equipos y medio fondo, y ruta. Su hermano Vittorio también compitió en ciclismo.
Ganó tres medallas en el Campeonato Mundial de Ciclismo en Pista entre los años 1969 y 1977.

## Medallero internacional
| Campeonato Mundial | Campeonato Mundial        | Campeonato Mundial | Campeonato Mundial          |
| Año                | Lugar                     | Medalla            | Competición                 |
| ------------------ | ------------------------- | ------------------ | --------------------------- |
| 1969               | Brno (Checoslovaquia)     | Medalla de plata   | Persecución por equipos (A) |
| 1971               | Varese (Italia)           | Medalla de oro     | Persecución por equipos (A) |
| 1977               | San Cristóbal (Venezuela) | Medalla de bronce  | Medio fondo (P)             |